# Rubén Iván Martínez Andrade
Rubén Iván Martínez Andrade, conocido como Rubén (Coristanco, La Coruña; 22 de junio de 1984), es un jugador de fútbol español que jugaba como portero. Actualmente está sin equipo.

## Trayectoria
Creció como portero en la cantera del F.C. Barcelona entre 2002 y 2004, con el que llegó a disputar 2 partidos oficiales con el primer equipo en el año 2004.
Tras estas campañas en el filial, pasó a entrar en dinámica de la primera plantilla barcelonista durante las temporadas 2004-05 y 2005-06, como tercer portero. Su equipo alcanzó dos ligas y una Liga de Campeones de la UEFA. Tras estas dos temporadas en la primera plantilla jugó cedido en el Racing de Ferrol, en la Segunda División.
Jugó durante la temporada 2008-09 en el Fútbol Club Cartagena, equipo que militaba en el grupo II de la Segunda División B. El equipo logró ascender a Segunda División y amplió contrato por tres años, hasta el año 2012, y con una cláusula de rescisión de 3 millones de €. En la temporada 2009-10 fue titular durante 34 jornadas; disputó un total de 40 partidos.
En 2010 saltó a la Primera División del fútbol español de la mano del Málaga Club de Fútbol, con quien firmó un contrato de 3 años prorrogables a 4.
En julio de 2012 se anunció su cesión al Rayo Vallecano. Tras un año en préstamo, pasó a ser propiedad del conjunto vallecano a partir del siguiente verano.
El 2 de junio de 2015 fue traspasado al Levante Unión Deportiva tras el descenso de la U. D. Almería.
El 2 de julio de 2016 pasó a formar parte del R. C. Deportivo de La Coruña, por el que firmó 2 años, tras desvincularse del Levante U. D., con el que había consumado un nuevo descenso. En enero de 2017 se marchó cedido al R. S. C. Anderlecht para, a posteriori, regresar al Deportivo.
El 5 de julio de 2018 firmó por el Club Atlético Osasuna.
El 9 de junio de 2021 firmó por el AEK Larnaca de Primera División de Chipre. Allí estuvo medio año, abandonando el club en enero de 2022 tras llegar a un acuerdo para la rescisión de su contrato.

## Clubes
| Club                         | País    | Año       |
| ---------------------------- | ------- | --------- |
| F. C. Barcelona "B"          | España  | 2002-2007 |
| Racing de Ferrol             | España  | 2007-2008 |
| F. C. Cartagena              | España  | 2008-2010 |
| Málaga C. F.                 | España  | 2010-2012 |
| Rayo Vallecano (cedido)      | España  | 2012-2014 |
| U. D. Almería                | España  | 2014-2015 |
| Levante U. D.                | España  | 2015-2016 |
| R. C. Deportivo de La Coruña | España  | 2016-2018 |
| R. S. C. Anderlecht (cedido) | Bélgica | 2017      |
| C. A. Osasuna                | España  | 2018-2021 |
| AEK Larnaca                  | Chipre  | 2021-2022 |

## Palmarés

### Títulos nacionales
| Título                      | Club                | País    | Año     |
| --------------------------- | ------------------- | ------- | ------- |
| Primera División de España  | F. C. Barcelona     | España  | 2004-05 |
| Primera División de Bélgica | R. S. C. Anderlecht | Bélgica | 2016-17 |